# Liste der Gebäude der Philipps-Universität Marburg
Die Liste der Gebäude der Philipps-Universität Marburg enthält eine Übersicht der bekannten Gebäude, die von der Universität genutzt werden oder in ihrer Trägerschaft stehen. Dazu gehören Lehrgebäude, Forschungseinrichtungen, Verwaltungsgebäude, Labore und Institute.
Die Philipps-Universität wurde 1527 gegründet und zählt zu den ältesten protestantischen Hochschulen der Welt. Im Stadtbild von Marburg sind ihre Gebäude über zahlreiche Stadtteile verteilt. Historische Bauten aus dem 16. Jahrhundert stehen dabei ebenso neben modernen Institutsneubauten des 21. Jahrhunderts.

## Gebäude
| Name                                                                 | Adresse                                  | Baujahr | Bild |
| -------------------------------------------------------------------- | ---------------------------------------- | ------- | ---- |
| Afföllerwiesen Umkleidehaus (Container)                              | Afföllerwiesen, 35037 Marburg            | 2016    |      |
| Altbau Chemie Hans-Meerwein-Straße 4                                 | Hans-Meerwein-Straße 4, 35043 Marburg    | 1972    |      |
| Alte Universität                                                     | Lahntor 3, 35037 Marburg                 | 1879    |      |
| Anatomie Robert-Koch-Straße 8                                        | Robert-Koch-Straße 8, 35037 Marburg      | 1902    |      |
| Anatomie-Zytobiologie Robert-Koch-Straße 6                           | Robert-Koch-Straße 6, 35037 Marburg      | 1889    |      |
| Aufzugsgebäude/Glaslager Ketzerbach 63                               | Ketzerbach 63, 35037 Marburg             | 1903    |      |
| BSL4-Hochsicherheitslabor Hans-Meerwein-Straße 2a                    | Hans-Meerwein-Straße 2a, 35043 Marburg   | 2007    |      |
| Behring-Villa                                                        | Wilhelm-Roser-Straße 2, 35037 Marburg    | 1883    |      |
| Biochemisch-Pharmakologisches Centrum Karl-von-Frisch-Straße 2       | Karl-von-Frisch-Straße 2, 35043 Marburg  | 1966    |      |
| Biomedizinisches Forschungszentrum Hans-Meerwein-Straße 2            | Hans-Meerwein-Straße 2, 35043 Marburg    | 2005    |      |
| Bootsbaracke Hohe Fahrt 14                                           | Hohe Fahrt 14, 34516 Vöhl                | 1978    |      |
| Bootshalle Wehrdaer Weg 11                                           | Wehrdaer Weg 11, 35037 Marburg           | 1972    |      |
| Chemikalien-Zwischenlager Hans-Meerwein-Straße 10                    | Hans-Meerwein-Straße 10, 35043 Marburg   | 1984    |      |
| Deutsches Dokumentationszentrum für Kunstgeschichte, Pilgrimstein 14 | Pilgrimstein 14, 35037 Marburg           | 2024    |      |
| Deutsches Haus                                                       | Deutschhausstraße 10, 35037 Marburg      | 1234    |      |
| Dr. Reinfried Pohl-Zentrum für Medizinische Lehre                    | Conradistraße 7, 35043 Marburg           | 2011    |      |
| Ersatzhörsaal Biegenstraße 14                                        | Biegenstraße 14, 35037 Marburg           | 2023    |      |
| Fernheizwerk Auf den Lahnbergen                                      | Auf den Lahnbergen, 35043 Marburg        | 1968    |      |
| Forschungszentrum Deutscher Sprachatlas Pilgrimstein 16              | Pilgrimstein 16, 35037 Marburg           | 2015    |      |
| Garagen Wilhelm-Röpke-Straße 6                                       | Wilhelm-Röpke-Straße 6, 35039 Marburg    | 1967    |      |
| Gebäude Frankfurter Straße 35                                        | Frankfurter Straße 35, 35037 Marburg     |         |      |
| Geisteswissenschaftliche Institute Wilhelm-Röpke-Straße 6            | Wilhelm-Röpke-Straße 6, 35039 Marburg    | 1967    |      |
| Geräte-, Gewächs-, Schauhausanlagen Karl-von-Frisch-Straße 6         | Karl-von-Frisch-Straße 6, 35043 Marburg  | 1977    |      |
| Gerätehaus I Karl-von-Frisch-Straße 6                                | Karl-von-Frisch-Straße 6, 35043 Marburg  | 1977    |      |
| Gerätehaus II Karl-von-Frisch-Straße 6                               | Karl-von-Frisch-Straße 6, 35043 Marburg  | 1977    |      |
| Geräteschuppen Jahnstraße 12                                         | Jahnstraße 12, 35037 Marburg             | 1985    |      |
| Gewächshaus Deutschhausstraße 17d                                    | Deutschhausstraße 17d, 35037 Marburg     | 1888    |      |
| Gewächshaus Karl-von-Frisch-Straße 6                                 | Karl-von-Frisch-Straße 6, 35043 Marburg  | 1977    |      |
| Gästehaus Deutschhausstraße 17b                                      | Deutschhausstraße 17b, 35037 Marburg     | 1910    |      |
| Gästehaus Hansenhäuser Weg 11                                        | Hansenhäuserweg 11, 35039 Marburg        | 1969    |      |
| Gästehaus Hohe Fahrt 14                                              | Hohe Fahrt 14, 34516 Vöhl                | 1936    |      |
| Hessische Stipendiatenanstalt Schloss 3                              | Schloss 3, 35037 Marburg                 | 1300    |      |
| Hessische Stipendiatenanstalt Schloss 4                              | Schloss 4, 35037 Marburg                 | 1575    |      |
| Hexenturm Marburg                                                    | Schloss 5, 35037 Marburg                 | 1478    |      |
| Hörsaal III Conradistraße 5                                          | Conradistraße 5, 35043 Marburg           | 1986    |      |
| Hörsaalgebäude Biegenstraße 14                                       | Biegenstraße 14, 35037 Marburg           | 1960    |      |
| Hörsaalgebäude Hans-Meerwein-Straße 8                                | Hans-Meerwein-Straße 8, 35043 Marburg    | 1972    |      |
| Hörsaalgebäude Karl-von-Frisch-Straße 8                              | Karl-von-Frisch-Straße 8, 35043 Marburg  | 1983    |      |
| Institutsgebäude A Marbacher Weg 8                                   | Marbacher Weg 8, 35037 Marburg           | 1961    |      |
| Institutsgebäude Am Plan 1                                           | Am Plan 1, 35037 Marburg                 | 1235    |      |
| Institutsgebäude B Marbacher Weg 10                                  | Marbacher Weg 10, 35037 Marburg          | 1970    |      |
| Institutsgebäude Bahnhofstraße 7                                     | Bahnhofstraße 7, 35037 Marburg           | 1881    |      |
| Institutsgebäude Barfüßerstraße 1                                    | Barfüßerstraße 1, 35037 Marburg          | 1732    |      |
| Institutsgebäude Barfüßerstraße 1a                                   | Barfüßerstraße 1a, 35037 Marburg         | 1732    |      |
| Institutsgebäude Barfüßertor 2                                       | Barfüßertor 2, 35037 Marburg             | 1889    |      |
| Institutsgebäude Bei St. Jost 15                                     | Bei St. Jost 15, 35039 Marburg           | 1953    |      |
| Institutsgebäude Biegenstraße 36                                     | Biegenstraße 36, 35037 Marburg           | 1901    |      |
| Institutsgebäude Biegenstraße 9                                      | Biegenstraße 9, 35037 Marburg            | 1924    |      |
| Institutsgebäude Bunsenstraße 2                                      | Bunsenstraße 2, 35037 Marburg            | 1922    |      |
| Institutsgebäude Bunsenstraße 3                                      | Bunsenstraße 3, 35037 Marburg            | 1959    |      |
| Institutsgebäude C Marbacher Weg 6                                   | Marbacher Weg 6, 35037 Marburg           | 1901    |      |
| Institutsgebäude Deutschhausstraße 1+2                               | Deutschhausstraße 1+2, 35037 Marburg     | 1888    |      |
| Institutsgebäude Deutschhausstraße 12                                | Deutschhausstraße 12, 35037 Marburg      | 1968    |      |
| Institutsgebäude Deutschhausstraße 12                                | Deutschhausstraße 12, 35032 Marburg      | 1927    |      |
| Institutsgebäude Deutschhausstraße 15                                | Deutschhausstraße 15, 35037 Marburg      | 1930    |      |
| Institutsgebäude Deutschhausstraße 17                                | Deutschhausstraße 17, 35037 Marburg      | 1909    |      |
| Institutsgebäude Deutschhausstraße 17a                               | Deutschhausstraße 17a, 35037 Marburg     | 1875    |      |
| Institutsgebäude Deutschhausstraße 3                                 | Deutschhausstraße 3, 35037 Marburg       | 1927    |      |
| Institutsgebäude Gutenbergstraße 29                                  | Gutenbergstraße 29, 35037 Marburg        | 1954    |      |
| Institutsgebäude Gutenbergstraße 29a                                 | Gutenbergstraße 29a, 35037 Marburg       | 1967    |      |
| Institutsgebäude Hans-Meerwein-Straße 4                              | Hans-Meerwein-Straße 4, 35043 Marburg    | 2014    |      |
| Institutsgebäude Hans-Meerwein-Straße 6                              | Hans-Meerwein-Straße 6, 35043 Marburg    | 1979    |      |
| Institutsgebäude Jägerkaserne Gutenbergstraße 18                     | Gutenbergstraße 18, 35037 Marburg        | 1869    |      |
| Institutsgebäude Karl-von-Frisch-Straße 4                            | Karl-von-Frisch-Straße 4, 35043 Marburg  | 1965    |      |
| Institutsgebäude Karl-von-Frisch-Straße 8                            | Karl-von-Frisch-Straße 8, 35043 Marburg  | 1977    |      |
| Institutsgebäude Karl-von-Frisch-Straße 8a                           | Karl-von-Frisch-Straße 8a, 35043 Marburg | 1991    |      |
| Institutsgebäude Ketzerbach 11                                       | Ketzerbach 11, 35037 Marburg             | 1887    |      |
| Institutsgebäude Ketzerbach 63                                       | Ketzerbach 63, 35037 Marburg             | 1842    |      |
| Institutsgebäude Lahnstraße 3                                        | Lahnstraße 3, 35037 Marburg              | 1959    |      |
| Institutsgebäude Lahnstraße 5                                        | Lahnstraße 5, 35037 Marburg              | 1961    |      |
| Institutsgebäude Mainzer Gasse 33                                    | Mainzer Gasse 33, 35037 Marburg          | 1914    |      |
| Institutsgebäude Pilgrimstein 2                                      | Pilgrimstein 2, 35037 Marburg            | 1858    |      |
| Institutsgebäude Renthof 5                                           | Renthof 5, 35037 Marburg                 | 1914    |      |
| Institutsgebäude Renthof 6                                           | Renthof 6, 35037 Marburg                 | 1841    |      |
| Institutsgebäude Renthof 7                                           | Renthof 7, 35037 Marburg                 | 1960    |      |
| Institutsgebäude Renthof 7b                                          | Renthof 7b, 35037 Marburg                | 1939    |      |
| Institutsgebäude Roter Graben 10                                     | Roter Graben 10, 35037 Marburg           | 1878    |      |
| Institutsgebäude Rudolf-Bultmann-Straße 4b                           | Rudolf-Bultmann-Straße 4b, 35039 Marburg | 1963    |      |
| Institutsgebäude Schulstraße 12                                      | Schulstraße 12, 35037 Marburg            | 1901    |      |
| Institutsgebäude Universitätsstraße 24                               | Universitätsstraße 24, 35037 Marburg     | 1894    |      |
| Institutsgebäude Universitätsstraße 25                               | Universitätsstraße 25, 35037 Marburg     | 1900    |      |
| Institutsgebäude Wehrdaer Weg 11                                     | Wehrdaer Weg 11, 35037 Marburg           | 1909    |      |
| Kfz-Werkstatt u. Garage Bei St. Jost 15                              | Bei St. Jost 15, 35039 Marburg           | 1953    |      |
| Kindertagesstätte Am Schwanhof 66                                    | Am Schwanhof 66, 35037 Marburg           | 2014    |      |
| Kindertagesstätte Nebengebäude Am Schwanhof 66                       | Am Schwanhof 66, 35037 Marburg           | 2014    |      |
| Kugelherrenhaus Marburg                                              | Kugelgasse 9+10, 35037 Marburg           | 1491    |      |
| Kunstgebäude Biegenstraße 11                                         | Biegenstraße 11, 35037 Marburg           | 1927    |      |
| Laborbau I Renthof                                                   | Renthof, 35037 Marburg                   | 1960    |      |
| Laborbau II Renthof 7a                                               | Renthof 7a, 35037 Marburg                | 1958    |      |
| Laborgebäude Emil-Mannkopff-Straße 2                                 | Emil-Mannkopff-Straße 2, 35037 Marburg   | 1974    |      |
| Laborgebäude Karl-von-Frisch-Straße 16                               | Karl-von-Frisch-Straße 16, 35043 Marburg | 2014    |      |
| Laborgebäude Karl-von-Frisch-Straße 18                               | Karl-von-Frisch-Straße 18, 35043 Marburg |         |      |
| Laborgebäude Robert-Koch-Straße 4                                    | Robert-Koch-Straße 4, 35037 Marburg      | 1897    |      |
| Lagergebäude Marbacher Weg                                           | Marbacher Weg, 35037 Marburg             | 1970    |      |
| Landgrafenhaus                                                       | Universitätsstraße 7, 35037 Marburg      | 1919    |      |
| Landgräfliche Kanzlei                                                | Landgraf-Philipp-Straße 4, 35037 Marburg | 1576    |      |
| Marburger Schloss                                                    | Schloss 1, 35037 Marburg                 | 1200    |      |
| Materiallager Renthof                                                | Renthof, 35037 Marburg                   | 1971    |      |
| Mensa Conradistraße 3                                                | Conradistraße 3, 35043 Marburg           | 1983    |      |
| Mineralogisches Museum Firmaneiplatz                                 | Firmaneiplatz, 35037 Marburg             | 1515    |      |
| Musizierhaus Deutschhausstraße 17c                                   | Deutschhausstraße 17c, 35037 Marburg     | 1865    |      |
| Nachrichtentechnik Robert-Koch-Straße 10                             | Robert-Koch-Straße 10, 35037 Marburg     | 1902    |      |
| Nebengebäude Karl-von-Frisch-Straße 4                                | Karl-von-Frisch-Straße 4, 35043 Marburg  | 1970    |      |
| Nebengebäude Renthof                                                 | Renthof, 35037 Marburg                   | 1885    |      |
| Parkhaus Nord Hans-Meerwein-Straße                                   | Hans-Meerwein-Straße, 35043 Marburg      | 2013    |      |
| Parkhaus Süd Karl-von-Frisch-Straße                                  | Karl-von-Frisch-Straße, 35043 Marburg    | 1995    |      |
| Pavillon Renthof                                                     | Renthof, 35037 Marburg                   | 1914    |      |
| Pavillon Universitätsstraße 25                                       | Universitätsstraße 25, 35037 Marburg     | 1959    |      |
| Savignyhaus Marburg                                                  | Universitätsstraße 6, 35037 Marburg      | 1963    |      |
| Schreinerei Bei St. Jost 15                                          | Bei St. Jost 15, 35039 Marburg           | 1953    |      |
| Seminar-Container Wilhelm-Röpke-Straße                               | Wilhelm-Röpke-Straße 6, 35039 Marburg    | 2003    |      |
| Seminargebäude Pilgrimstein 12                                       | Pilgrimstein 12, 35037 Marburg           | 2023    |      |
| Sporthalle Jahnstraße 12                                             | Jahnstraße 12, 35037 Marburg             | 1970    |      |
| Stallgebäude Schloss 5                                               | Schloss 5, 35037 Marburg                 | 1913    |      |
| Studentenwerk, Mensa Erlenring 5                                     | Erlenring 5, 35037 Marburg               | 1962    |      |
| Technikgebäude Conradistraße 1                                       | Conradistraße 1, 35043 Marburg           | 1970    |      |
| Tiefzone Auf den Lahnbergen                                          | Auf den Lahnbergen, 35043 Marburg        | 1971    |      |
| Tierbereich Neurophysik Karl-von-Frisch-Straße 12                    | Karl-von-Frisch-Straße 12, 35043 Marburg | 2008    |      |
| Tierhaltung Karl-von-Frisch-Straße 8b                                | Karl-von-Frisch-Straße 8b, 35043 Marburg | 1976    |      |
| Tierhaltung Robert-Koch-Straße 6                                     | Robert-Koch-Straße 6, 35037 Marburg      | 1984    |      |
| Tierstall Robert-Koch-Straße 8                                       | Robert-Koch-Straße 8, 35037 Marburg      | 1889    |      |
| Toilettenhäuschen/Nord Karl-von-Frisch-Straße 6                      | Karl-von-Frisch-Straße 6, 35043 Marburg  | 1980    |      |
| Toilettenhäuschen/Süd Karl-von-Frisch-Straße 6                       | Karl-von-Frisch-Straße 6, 35043 Marburg  | 1980    |      |
| Trafogebäude Robert-Koch-Straße 10                                   | Robert-Koch-Straße 10, 35037 Marburg     | 1902    |      |
| Universitätsbibliothek Deutschhausstraße 9                           | Deutschhausstraße 9, 35037 Marburg       | 2018    |      |
| Universitätsbibliothek Wilhelm-Röpke-Straße 4                        | Wilhelm-Röpke-Straße 4, 35039 Marburg    | 1967    |      |
| Verwaltungsgebäude Biegenstraße 10                                   | Biegenstraße 10, 35037 Marburg           | 1961    |      |
| Verwaltungsgebäude Deutschhausstraße 11+13                           | Deutschhausstraße 11+13, 35037 Marburg   | 1908    |      |
| Verwaltungsgebäude Deutschhausstraße 9                               | Deutschhausstraße 9, 35037 Marburg       | 1924    |      |
| Verwaltungsgebäude Pilgrimstein 20                                   | Pilgrimstein 20, 35037 Marburg           | 1904    |      |
| Werkstätten Robert-Koch-Straße 10                                    | Robert-Koch-Straße 10, 35037 Marburg     | 1948    |      |
| Wilhelmsbau                                                          | Schloss 2, 35037 Marburg                 | 1493    |      |
| Zentrale Medizinische Bibliothek Conradistraße 3a                    | Conradistraße 3a, 35043 Marburg          | 2004    |      |
| Zentrum für Synthetische Mikrobiologie Karl-von-Frisch-Straße 14     | Karl-von-Frisch-Straße 14, 35043 Marburg | 2021    |      |
| Zentrum für Tumor- und Immunbiologie Hans-Meerwein-Straße 3          | Hans-Meerwein-Straße 3, 35043 Marburg    | 2014    |      |